# Émetteur de Thourie
L'émetteur de Rennes - Thourie est situé sur la commune de Thourie, au sud de l’Ille-et-Vilaine. Il diffusait en ondes moyennes sur 711 kHz avec une puissance de 300 kW le programme France Info depuis 2002 et Radio Bleue auparavant. 
Au vu de l'utilisation en Ondes Moyennes, le pylône tout entier est rayonnant et constitue en lui-même l'antenne d'émission. Le pylône, de 220 mètres, a été édifié en 1982, pour remplacer celui installé en 1958, livré par l'Allemagne au titre de dommages de guerre, et abattu en 1997.
Son rayonnement s'étend sur une grande partie ouest de la France, du Finistère au Val de Loire.
Une seconde fréquence diffusait France Culture jusqu'en 1974, puis France Inter durant une courte période sur 1241 kHz, avec une puissance de 20 kW sur un pylône de 120 mètres. 
Conformément au nouveau Contrat d'objectif et de moyens (COM) signé entre Radio France et le gouvernement, l'émetteur 711 kHz est éteint le 2 janvier 2016. 

## En savoir plus